# Rosa Maria Ibarra i Ollé
Rosa Maria Ibarra i Ollé   (Alió, 26 de juliol de 1969) és una política catalana, regidora de l'Ajuntament de Valls i secretària tercera del Parlament de Catalunya des del 2024.

## Biografia
És llicenciada en Dret per la Universitat de Lleida i màster en Lideratge per la Gestió Política i Social per la UAB. Treballa com a cap de delegació a la Cambra de la Propietat Urbana de Tarragona i és sòcia de l'Institut d'Estudis Vallencs.

## Trajectòria política
Militant del PSC des de 2005, fou escollida regidora de l'Ajuntament d'Alió a les eleccions municipals de 1999 i 2003.
Després, es va traslladar a viure a la ciutat de Valls on va ser escollida regidora de l'Ajuntament de Valls a les eleccions municipals de 2007, 2011 on fou responsable de la Regidoria d’Obres, Activitats i Habitatge i presidenta de PROVALLS fins al 2011, any en què va ser nomenada com a Portaveu del Grup Municipal Socialista a l’Ajuntament.
També es va presentar com a cap de llista dels i les socialistes a les eleccions municipals del 2015 i 2019, en aquestes últimes eleccions el PSC és el grup majoritari de l'oposició.
De 1999 a 2015 ha estat membre del Consell Comarcal de l'Alt Camp.
Fou escollida diputada a les eleccions al Parlament de Catalunya de 2015. Al 2017, Rosa Maria Ibarra i Ollé va ser escollida com a cap de llista a les eleccions al Parlament de Catalunya, va repetir a les següents eleccions de l'any 2021.
El 6 de juny del 2021, Salvador Illa crea el Govern Alternatiu de Catalunya, un instrument per a fer una oposició rigorosa i constructiva, i impulsar una alternativa real als governs independentistes de Catalunya. Ibarra formà part del Govern Alternatiu de Catalunya com a Consellera de Món Agrari, Pesca, Alimentació i Repte Demogràfic.